# Cratoxylum formosum
Cratoxylum formosum o mempat rosado es una especie de planta en la familia Hypericaceae. El nombre comercial en el ámbito de la industria de la madera es "mampat".
Nombres localess:
- Laosiano: ໄມ້ຕີ້ວ Mâi tȋ
- Malayo: mampat
- Tailandés: ผักติ้ว Phak tiu
- Vietnamita: thành ngạnh đẹp (subsp. prunifolium : thành ngạnh vàng)

## Descripción
Es un árbol que alcanza una altura máxima de 10 a 45 m, aunque muy rara vez alcanza una dimensión tal que lo haga atractivo para explotarlo como recurso maderero. El árbol florece en épocas de clima seco seguidas por temporadas húmedas, sus flores son lila-rosadas.
Sus frutos son de forma elipsoide color marrón oscuro, miden 10–19 mm de largo por 4–6 mm de diámetro, los mismos se abren en tres partes cuando maduros para liberar las semillas aladas. Las semillas amarronadas poseen la forma de gotas elongadas, midiendo unos 7 mm de largo por 3 mm de diámetro, cada fruto da varias semillas.

## Distribución
Es una planta tropical propia de Brunéi, Burma, Camboya, China, Indonesia, Laos, Malasia, Filipinas, Singapur, Tailandia, y Vietnam.

## Uso
Sus hojas jóvenes a veces son utilizadas como un substituto del té. Su corteza y hojas, molidas y mezcladas con leche de coco, son utilizadas como una pomada para el tratamiento de dolencias de la piel.
En Laos, los árboles Cratoxylum formosum son utilizados para:
- producción de carbón de madera[2]
- consumir sus hojas jóvenes, de las cuales existen diversas variedades ácidas (ສົ້ມ), suave (ມ່ອນ) o rojo-sangre (ເລືອດ), posiblemente dependiente de cual sea la subespecie de árbol (por ejemplo sp. prunifolium).